# 宮崎県立福島高等学校
宮崎県立福島高等学校（みやざきけんりつ ふくしまこうとうがっこう）は、宮崎県串間市大字西方に所在する公立の高等学校。レスリング部が高等学校競技力強化推進校として指定を受けている。略称は、「福高」（ふくこう）。

## 設置学科
- 普通科

## アクセス
最寄り駅はJR日南線串間駅。

## 沿革
- 1923年 - 組合立福島高等女学校が発足。
- 1943年 - 県立に移管。
- 1948年 - 学制改革により宮崎県立福島高等学校となる。
- 1976年 - 硬式野球部が第58回全国高等学校野球選手権大会本戦に出場（初戦敗退）。
- 2017年 - 串間市立串間中学校との中高一貫教育を開始。宮崎県初の連携型中高一貫教育校となる。

## 著名な卒業生
- 河野正輝 - 法学者、九州大学名誉教授
- 日高逸子 - 競艇選手
- 西村徳文 - 元プロ野球選手、元千葉ロッテマリーンズ、オリックス・バファローズ監督
- 森田芳彦 - 元プロ野球選手、元ロッテオリオンズ
- 加治屋蓮 - プロ野球選手、東北楽天ゴールデンイーグルス